# Шкинский, Яков Фёдорович
Яков Федорович Шкинский (4 июня 1858 — 22 апреля 1938) —  генерал от инфантерии. Из дворян Астраханской губ. Отец  подполковник Федор Федорович. Жена — Елена (?-4.01.1930), 2 дочери (на 1901-1914).

## Образование
Нижегородская графа Аракчеева военная гимназия (1875, во 2-е военное Константиновское училище), 2-е военное Константиновское училище (1877, 1-й разряд, из фельдфебелей со ст. 22.05.1877 г. с зачислением по армейской пехоте с прикомандированием к лейб-гвардии Волынскому полку), Николаевская академия Генерального штаба (1883, 2-й разряд, с дополнительным курсом).

## Чины
Вступил в службу (3.09.1875), подпоручик со ст. 22.05.1877 (10.06.1877), переименован в прапорщики гвардии (ст. 3.08.1878), подпоручик гвардии (ст. 30.08.1878), поручик гвардии (ст. 28.03.1882), переименован в штабс-капитаны Генерального штаба со ст. 28.03.1882 (22.11.1883), капитан (ст. 8.04.1884), подполковник  (ст. 24.04.1888), полковник «за отличие по службе» со ст. 5.04.1892 (1892), генерал-майор «за отличие по службе» со ст. 6.12.1900 (1900), генерал-лейтенант «за отличие по службе» со ст. 6.12.1906 )1906), генерал от инфантерии «за отличие по службе» со ст. 6.12.1912 (1912).

## Прохождение службы
Отбывал лагерный сбор в Варшавском военном округе (1883), старший адъютант штаба 5-й кавалерийской дивизии (22.11.1883—26.01.1888), отбывал цензовое командование ротой в 40-м пехотном Колыванском полку (24.11.1885—24.09.1886), и.д. штаб-офицера при управлении 13-й местной бригады (26.01.—24.03.1888), заведующий передвижением войск по железным дорогам и водным путям Киевского района (24.03.1888—26.08.1892), отбывал цензовое командование батальоном в 132-м пехотном Бендерском полку (1.05.—1.09.1891), заведующий передвижением войск по железным дорогам Вологодско-Саратовского района (26.08.1892—21.03.1894), заведующий передвижением войск по железным дорогам Нижегородско-Брестского района (21.03.1894—8.03.1899), начальник военных сообщений Кавказского военного округа (8.03.1899—18.06.1901), окружной генерал-квартирмейстер штаба Кавказского военного округа (18.06.1901—2.07.1905), и.д. начальника военных сообщений при главнокомандующем всеми сухопутными и морскими силами, действующими против Японии (2.07.1905—2.04.1906), генерал-квартирмейстер Главного штаба (2.04.1906—14.05.1907), начальник 18-й пехотной дивизии (14.05.1907—21.02.1908), начальник 3-й гвардейской пехотной дивизии (21.02.1908—7.06.1910), командир 1-го Сибирского армейского корпуса (7.06.1910—11.04.1911), помощник командующего войсками Виленского военного округа (11.04.1911—22.04.1914), командир 21-го армейского корпуса (22.04.1914—после 1.06.1914), командующий войсками Иркутского военного округа и войсковой наказной атаман Забайкальского казачьего войска (7.10.1915—31.03.1917), в отставке (31.03.1917).
После Февральской революции отстранён от должности и 31.3.1917 уволен от службы по болезни с мундиром и пенсией. В 1917 уехал на Кавказ. В 1918-19 сотрудничал с ВСЮР. После поражения белых армий эмигрировал в Югославию; был председателем Центрального правления Общества русских офицеров Генштаба в Белграде.

## Награды
- ордена Св. Анны 4-й ст. (1878);
- Св. Станислава 3-й ст. с мечами и бантом (1878);
- Св. Анны 3-й ст. (1884);
- Св. Станислава 2-й ст. (1888);
- Св. Анны 2-й ст. (1891);
- Св. Владимира 4-й ст. (1895);
- Св. Владимира 3-й ст. (1898);
- Св. Станислава 1-й ст. (1903);
- Св. Анны 1-й ст. (06.12.1909);
- Св. Владимира 2-й ст. с мечами (ВП 06.12.1914);
- Белого Орла (1915);
- Орден Святого Александра Невского (ВП 10.04.1916)[3].

### Иностранные ордена
- Бухарский Восходящей Звезды 2-й ст. (1893);
- Персидский Льва и Солнца (1900).[4]